# Huit scènes de Faust
Les Huit scènes de Faust sont l'une des premières œuvres composées par Hector Berlioz sur les passages du Faust de Goethe traduits en vers par Gérard de Nerval, en 1828-1829. Reprises en profondeur, orchestrées à nouveau, elles forment le noyau de la La Damnation de Faust, op. 24, en 1846.

## Composition
Dès que Gérard de Nerval a traduit le Faust de Goethe, Hector Berlioz entreprend la composition des Huit scènes de Faust, en septembre 1828. La partition est éditée en mars 1829. Le Concert de sylphes est présenté en concert dans la salle du Conservatoire, sous la direction de François-Antoine Habeneck, le 1er novembre 1829.

## Présentation
Les Huit scènes de Faust, référencées H33 dans le catalogue des œuvres de Berlioz établi par le musicologue américain Dallas Kern Holoman, font appel à des effectifs très variés :
1. Chant de la fête de Pâques — Moderato religioso ( = 80) en fa majeur, à quatre temps (noté ) pour chœur mixte à huit voix et orchestre ;
2. Paysans sous les tilleuls, danses et chants — Allegro ( = 80) en la majeur, à 
 pour ténor, chœur mixte et orchestre ;
3. Concert de Sylphes — Adagio ( = 58) en ré majeur, à 
 pour chœur mixte et orchestre ;
4. Écot de joyeux compagnons, Histoire d'un rat — Allegro ( = 144) en ré majeur, à 
 pour baryton, chœur d'hommes et orchestre ;
5. Chanson de Méphistophélès, Histoire d'une puce — Allegro ( = 72) en fa majeur, à 
 pour ténor, chœur d'hommes et orchestre ;
6. Le roi de Thulé, chanson gothique — Andante con moto ( = 72) en sol majeur, à 
 pour soprano et orchestre ;
7. Romance de Marguerite — Lento ( = 58) en fa majeur, à 
 pour soprano et orchestre — Chœur des soldats en si bémol majeur, à 
 pour chœur d'hommes et orchestre ;
8. Sérénade de Méphistophélès — Allegro ( = 72) en mi majeur, à 
 pour ténor et guitare.

## Discographie
- Hector Berlioz : The Complete Works (27 CD, Warner Classics 0190295614447, 2019)
Huit scènes de Faust (op. 1 ; H 33) par Angelika Kirchschlager (mezzo-soprano), Jean-Paul Fouchécourt (ténor), Frédéric Caton (basse), le Chœur de Radio France, l'Orchestre philharmonique de Radio France et Yutaka Sado (dir.), CD 7

### Biographies
- Hector Berlioz, Mémoires, Paris, Flammarion, coll. « Harmoniques », 1991 (ISBN 978-2-7000-2102-8) présentés et annotés par Pierre Citron,
- David Cairns (trad. de l'anglais), Hector Berlioz : la formation d'un artiste (1803-1832), Paris, Fayard, 2002, 710 p. (ISBN 2-213-61249-8), traduit de l'anglais par Dennis Collins.

### Monographies
- Pierre Citron, Cahiers Berlioz no 4, Calendrier Berlioz, La Côte-Saint-André, Musée Hector-Berlioz, 2000 (ISSN 0243-3559).
- Pierre-René Serna, Berlioz de B à Z, Paris, Van de Velde, 2006, 264 p. (ISBN 2-85868-379-4)

### Articles et analyses
- Gérard Condé, La Damnation de Faust, Paris, L'Avant-scène Opéra, no 22, juillet 1979 (réed. février 1995) (ISSN 0764-2873), « Les Huit scènes de Faust, une oeuvre de jeunesse », p. 62-73